# Света Параскева (Лозница)
„Света Параскева“ е православна църква в град Лозница, област Разград. Тя е част от Разградска духовна околия, Русенска епархия на Българската православна църква. Със статус на постоянно действащ храм. Свещеник на църквата е отец Боян.

## История
Храмът е построен и осветен през 1927 г. В началото на 1980-те години се сдобива с иконостас.